# Édouard Hocquart
Édouard Hocquart, né le 8 juillet 1789 à Tournai et mort le 31 mai 1870 à Jouarre, est un graveur et écrivain français.

## Biographie
Édouard Hocquart naît le 8 juillet 1789 à Tournai.
Il arrive en 1795 à Paris où il travaille comme graveur. En 1820, il fait ses premiers essais de gravure sur acier. Il se livre principalement aux gravures de piété et de topographie. Il est possesseur de machines exposées en 1824 comme objets d'industrie, et servant à graver les ciels, fonds de vignettes ou de portraits, les teintes droites ou ondulées pour le plan et l'architecture. Il ajoute aux propriétés de ces machines le moyen de tracer des tailles qui coïncident au point de vue, des ovales, des cercles concentriques, etc., l'action de ces machines se faisant sur l'acier aussi bien que sur le cuivre.
Il grave un très grand nombre de vignettes et est l'auteur de livres éducatifs.
Édouard Hocquart meurt le 31 mai 1870 à Jouarre.

## Publications
- Phytographie médicale, 1821-1824

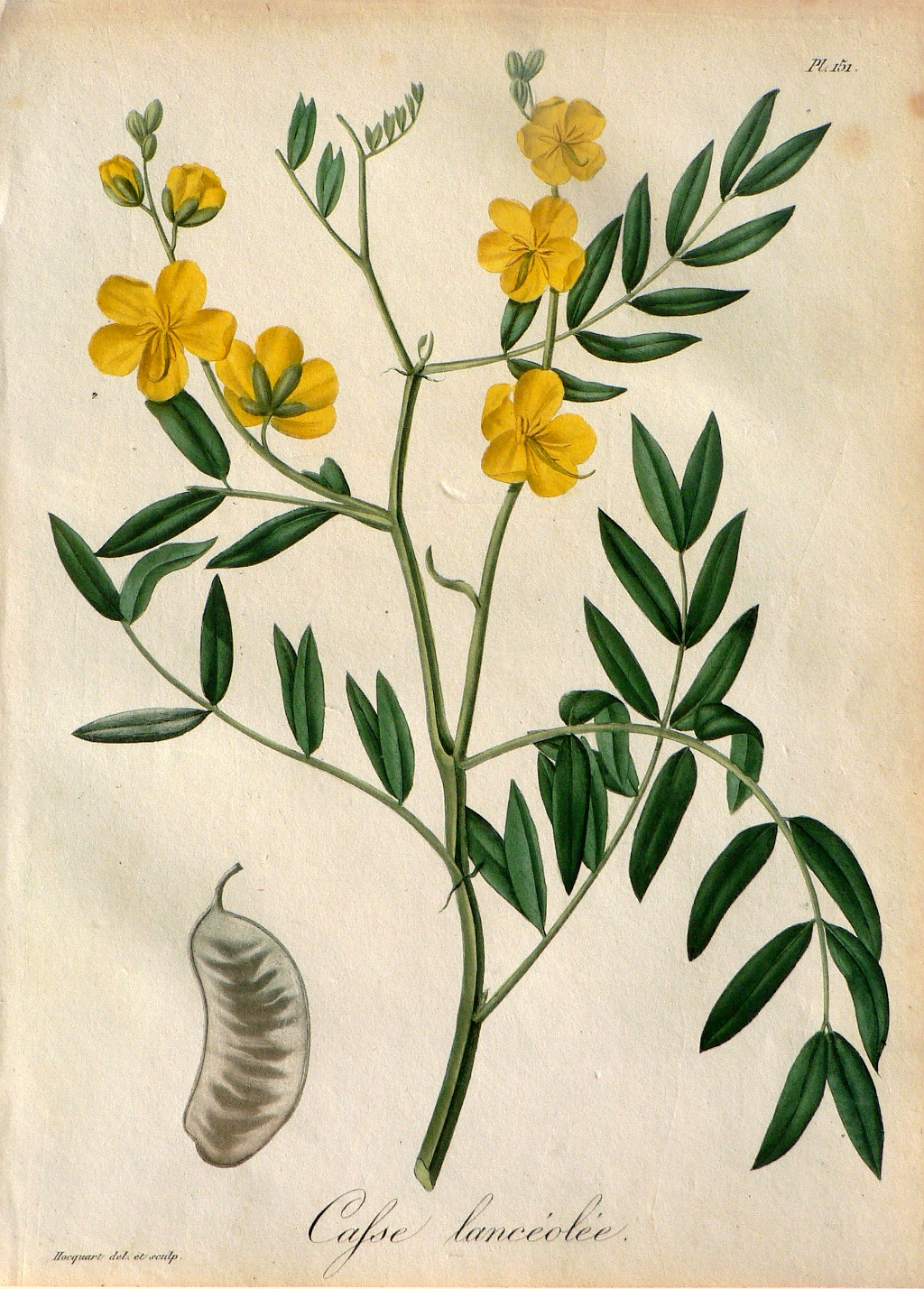
Cafse Lancéolée, planche no 151 de la Phytographie médicale (1821-24).

- Dictionnaire classique des hommes célèbres, 1822[5]
- Petit dictionnaire de la langue française, 1833[5]
- Le clergé de France, 1833[6]
- Histoire de France, 1838[7]
- Alphabet des métiers, 1842
- Alphabet des petits fabulistes, 1843
- Le jardinier pratique, 1846[7]
- Le livre des poids et des mesures, 1848[7]
- Le bouvier modèle, 1849[7]
- Le vignoble universel, 1853[7]
- Éléments d'histoire naturelle, 1856[7]
- Les arts et les métiers, 1858[7]
- Une visite au jardin des plantes, 1860[7]
- Les cinquante sept codes, code Napoléon, de procédure civile, de commerce, etc, 1864[7]
- La tenue des livres pratique, 1865[7]